# Czaplinek (gemeente)
De gemeente Czaplinek is een stad- en landgemeente in powiat Drawski, woiwodschap West-Pommeren. Aangrenzende gemeenten:
- Ostrowice, Wierzchowo en Złocieniec (powiat Drawski)
- Barwice en Borne Sulinowo (powiat Szczecinecki)
- Połczyn-Zdrój (powiat Świdwiński)
- Wałcz (powiat Wałecki)

in Groot-Polen:
- Jastrowie (powiat Złotowski)

Zetel van de gemeente is in de stad Czaplinek.
De gemeente beslaat 20,7% van de totale oppervlakte van de powiat.

## Demografie
De gemeente heeft 20,2% van het aantal inwoners van de powiat.

## Plaatsen
- Czaplinek (Duits Tempelburg, stad )

Administratieve plaatsen (sołectwo) van de gemeente Czaplinek:
- Broczyno, Byszkowo, Czarne Małe, Czarne Wielkie, Drahimek, Głęboczek, Kluczewo, Kołomąt, Kuszewo, Łazice, Łąka, Łysinin, Machliny, Niwka, Nowe Drawsko, Ostroróg, Piaseczno, Pławno, Prosinko, Prosino, Psie Głowy, Rzepowo, Siemczyno, Sikory, Stare Drawsko, Stare Gonne, Trzciniec, Żelisławie en Żerdno.

Overige plaatsen: Brzezinka, Cichorzecze, Dobrzyca Mała, Kamienna Góra, Karsno, Kluczewo-Kolonia, Kosin, Kuźnica Drawska, Miłkowo, Motarzewo, Nowa Wieś, Piekary, Podstrzesze, Stare Kaleńsko, Studniczka, Sulibórz, Turze, Wełnica, Wrześnica, Zdziersko.